# Eschweilera compressa
O sapucaípe (Eschweilera compressa) é uma espécie de árvore da família Lecythidaceae.
É encontrada apenas no Brasil, entre o Rio de Janeiro e o Espírito Santo.
Está ameaçada por perda de seu habitat pela expansão urbana, e por sobre-exploração.